# Katharina Wagner
Pour les articles homonymes, voir famille Wagner et Wagner.
Katharina Wagner, née le 21 mai 1978 à Bayreuth, est une metteuse en scène allemande.

## Biographie
Fille de Wolfgang Wagner, arrière-petite-fille de Richard Wagner, arrière-arrière petite-fille de Franz Liszt, elle est assistante de son père sur la Colline verte depuis 1996. Elle met notamment en scène Le Vaisseau fantôme à Würzburg en 2002 et Lohengrin à Budapest en 2004. Sa production du Triptyque de Puccini au Deutsche Oper de Berlin en 2006 est copieusement sifflée.
Elle a fait ses débuts comme metteur en scène à Bayreuth en juillet-août 2007, avec le dramaturge Richard Sollich et le costumier Alexander Dodge, dans une production des Maîtres Chanteurs de Nuremberg dirigée par Sebastian Weigle. Cette mise en scène renverse la posture habituelle en faisant de Sachs et Walther les tenants du conservatisme, tandis que Beckmesser est un artiste novateur et incompris. Le public de Bayreuth réagit vivement à cette production qui est copieusement huée.
Depuis, elle se trouve au cœur de plusieurs polémiques, comme à Las Palmas ou Buenos Aires en 2012 où Katharina Wagner aurait caché derrière de prétendues défaillances dans l'organisation des Argentins son envie de gagner du temps pour se dédier à des affaires plus lucratives.
Pressentie pour succéder à son père à la tête du festival, Katharina fait officiellement acte de candidature en compagnie de Christian Thielemann en septembre 2007. Elle est finalement élue codirectrice du festival conjointement avec sa demi-sœur Eva Wagner-Pasquier, le 1er septembre 2008. En 2015, Eva quitte la co-direction et Katharina devient seule directrice.